# Гортензия черешковая
Гортензия черешковая или Гортензия черешчатая (лат. Hydrangea petiolaris) — вид цветковых растений семейства Гортензиевые (Hydrangeaceae), произрастающий в лесах Японии, Корейского полуострова и на Дальнем Востоке России.
Иногда рассматривается как подвид близкородственной Hydrangea anomala D.Don из Китая, Мьянмы и Гималаев, как Hydrangea anomala subsp. petiolaris. Вид Hydrangea anomala отличается меньшими размерами (до 12 метров) и размерами цветков (до 15 см в диаметре). Общее название Climbing hydrangea применяется к обоим видам, или к виду и подвиду.

## Ботаническое описание

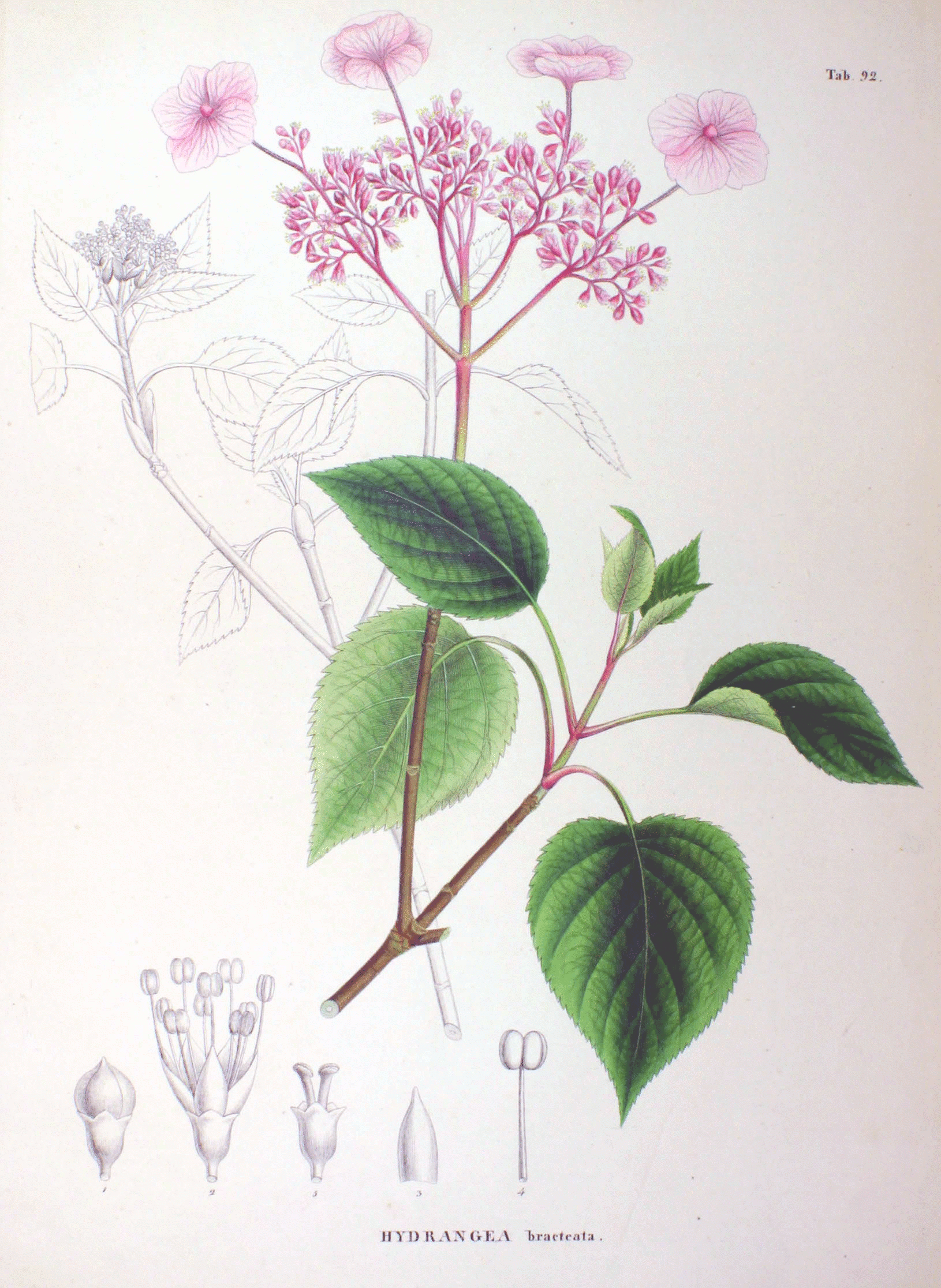
Ботаническая иллюстрация

Лиана высотой 6–7 метров, иногда до 12–15 метров и до 5 метров в ширину с помощью корневищ. Без возможности виться в высоту образует полушаровидный листопадный куст высотой до 2 метров. Скорость роста ниже, чем у плюща. Листья длиной от 5 до 11 см, противоположные, стелющиеся, широкояйцевидные, пильчатые, слегка кожистые. Кора старых ветвей и стволов отслаивается характерными слоями.
Растение обильно цветёт; первые цветы появляются примерно через 5–8 лет. Соцветия, появляющиеся в начале лета, представляют собой плоские зонтичные метёлки шириной 15–25 см. В каждом соцветии много короткостебельных, мелких, 4–5-лепестковых, гермафродитных цветков с двойным околоцветником и несколько длинностебельных, краевых, гораздо более крупных, стерильных, белоснежных и обычно 4-лепестковых цветков без венчика, шириной около 3 см. Цветы гортензии черешковой служат пищей для бабочек, шмелей и пчёл. Плоды образуются в виде небольших, деревянистых, многосемянных коробочек со стойкими пестиками.
Классические вьющиеся гортензии осенью сбрасывают листья, однако в настоящее время выведены и вечнозёленые сорта.
Число хромосом 2n = 36.

## Распространение
В естественной среде встречается на Курильских островах, на Сахалине, в Японии и Корее. Произрастают в широколиственных, хвойно-широколиственных и каменноберезовых лесах по долинам рек и на горных склонах. Также можно встретить в качестве декоративного растения в садах Европы и Северной Америки.

## Культивация

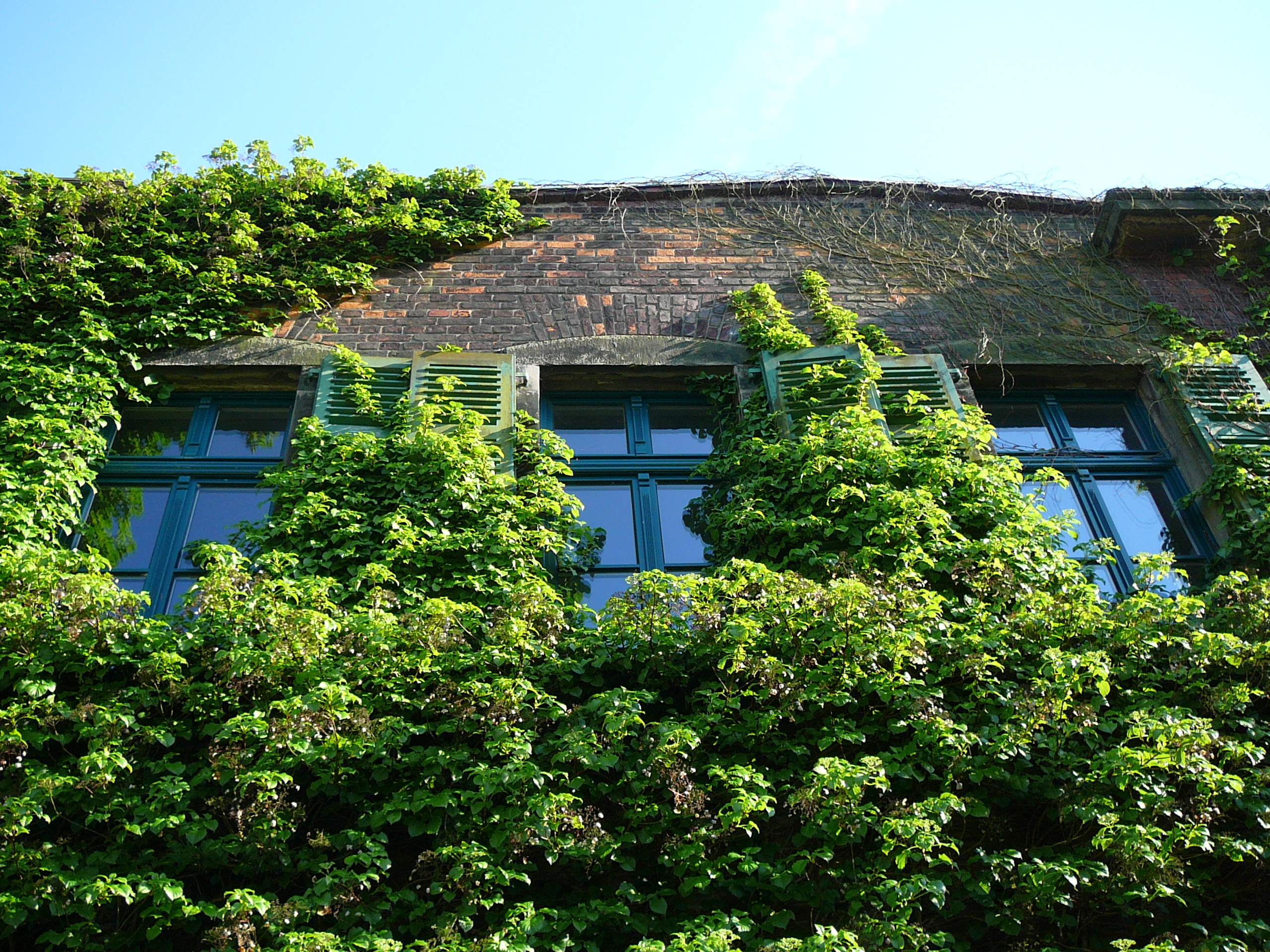
Гортензия в вертикальном озеленении фасада дома

Выращивают либо на каменной кладке стен, либо на прочных шпалерах или заборах. Лучше всего гортензия черешковая чувствует себя на утреннем солнце и в полутени, но может переносить и сильную тень, поэтому вид часто выбирают для тенистых, обращённых к северу участков с небольшим количеством солнца или без него. Цепкие корневища не так прочны, как у некоторых других лиан, поэтому растение часто закрепляют с помощью дополнительных садовых подвязок. Выступающие наружу боковые побеги можно обрезать до пары почек, чтобы шпалера более плотно прилегала к опоре. При обрезке во время цветения цветы используются в букетах. Можно выращивать в качестве почвопокровного растения, чтобы в конечном итоге оно заняло площадь до 19 м².
Растение относится к климатической зоне USDA 4a, поэтому оно может выдерживать температуру от −34,4 °C до −31,7 °C.
Молодые листья съедобны в варёном виде. По вкусу напоминают огурец, поэтому в Японии их иногда добавляют в мисо.